# Aaron Bell
Samuel Aaron Bell (* 24. April 1922 in Muskogee, Oklahoma; † 28. Juli 2003 in New York City) war ein amerikanischer Jazz-Bassist und Pianist des Swing.
Bell spielte nach einem Schulmusikstudium in New Orleans und einem fünfjährigen Militärdienst 1947 mit Andy Kirk. Dann folgten einige Jahre des Musikstudiums in New York City und die Arbeit an einer High School als Musiklehrer. Erste Engagements hatte er bei Ed Wilcox, dann bei Lucky Millinder, Teddy Wilson, Eddie Heywood und Lester Young zu Beginn der 1950er Jahre. Danach hatte Bell sein eigenes Trio mit dem Pianisten Charles Bateman und dem Schlagzeuger Charlie Smith (1954–56), leitete dann ein Orchester für das Broadway-Stück Compulsion (1957–1958), arbeitete für das Fernsehen und spielte 1959 kurz mit dem Trio von Billy Taylor. Im Frühjahr 1960 wurde Bell für zwei Jahre Mitglied des Duke Ellington Orchesters, mit dem er 1961 in Europa weilte. Der Duke beteiligte ihn auch 1962 an den Aufnahmen der Platte John Coltrane und Duke Ellington. Später unterrichtete Bell an verschiedenen Universitäten und komponierte für das Theater, so für die Off-Off-Broadway-Theater La Mama. Mit La Mama bestritt er auch im Sommer 1978 eine Europa-Tournee, auf der die Cotton Club Gala gezeigt wurde, eine Revue mit jenem  Programm, mit dem der legendäre Cotton Club von New York eröffnet wurde. Bell war der musikalische Direktor dieses Programms und leitete das Bühnen-Orchester, in dem u. a. der Trompeter Taft Jordan mitwirkte.
Im Laufe seiner Karriere nahm Aaron Bell Platten mit Cat Anderson, Buck Clayton, Johnny Hodges, Billie Holiday, Jimmy Rushing, Charlie Shavers, Friedrich Gulda und Urbie Green auf. 1985 trat er bei einer Veranstaltungsreihe der Ellington Society mit The Duke’s Men in New York auf. In den 1990er Jahren entstanden noch Aufnahmen mit Harold Ashby.
1992 wurde Bell in die Oklahoma Jazz Hall of Fame aufgenommen.

## Diskographische Hinweise
- Jimmy Rushing: His Complete Vanguard Recordings (Vanguard, 1954–57)
- Lester Young: Masters of Jazz (Storyville, 1951–56)
- Duke Ellington: The Girl’s Suite/The Perume Suite (Columbia 1957–61), Piano In the Background (Columbia, 1960), Featuring Paul Gonsalves (OJC, 1962), Piano In The Foreground (Columbia, 1963)
- Duke Ellington And John Coltrane (Impulse,  1962).
- Johnny Hodges: Triple Play (Bluebird, 1967)
- Harold Ashby: I’m Old Fashioned (Stash, 1991)

## Lexikalische Einträge
- Martin Kunzler: Jazzlexikon, Reinbek, Rowohlt, 1993
- Bielefelder Katalog 1988 & 2002
- Richard Cook, Brian Morton: The Penguin Guide to Jazz on CD. 6. Auflage. Penguin, London 2002, ISBN 0-14-051521-6.